# 영동 추풍령역 급수탑
영동 추풍령역 급수탑(永同 秋風嶺驛 給水塔)은 충청북도 영동군 추풍령면 추풍령리, 추풍령역에 있는 일제강점기의 급수탑이다. 2003년 1월 28일 대한민국의 국가등록문화재 제47호로 지정되었다.

## 개요
1939년에 건립된 이 시설물은 경부선을 운행하던 증기기관차에 물을 공급하기 위해 설치된 급수탑이다. 현재 남아 있는 철도 급수탑 중 유일하게 평면이 사각형으로 되어 있으며, 전체적인 입면 구성은 기단부, 기계실, 물통의 3단 구성으로 다른 급수탑의 구성과 비슷하다. 기계실 내부에는 당시 증기기관차에 물을 공급하던 펌프가 있고, 급수탑 외부에는 급수에 필요한 물을 끌어들인 연못 등 급수탑과 관련된 모든 시설물들이 원형 그대로 잘 보존되어 있다.

## 같이 보기
- 추풍령역

## 참고 자료
- 영동 추풍령역 급수탑 - 국가유산청 국가유산포털